# 커피색
커피색은 커피콩의 색인 갈색이다. 검정, 살구색, 흰색, 회색 등과 함께 스타킹의 색으로 많이 쓰인다. 색채 코드는 '#6F4E37'이다.